# Acanthothecis dialeuca
Acanthothecis dialeuca är en lavart som först beskrevs av Kremp., och fick sitt nu gällande namn av Staiger & Kalb. Acanthothecis dialeuca ingår i släktet Acanthothecis och familjen Graphidaceae.   Inga underarter finns listade i Catalogue of Life.